# Unione Sportiva Catanzaro 2003-2004
Questa pagina raccoglie i dati riguardanti l'Unione Sportiva Catanzaro nelle competizioni ufficiali della stagione 2003-2004.

## Stagione
Nell'agosto del 2003 la squadra giallorossa ha ottenuto la Serie C1, conquistata non sul campo ma frutto di un ripescaggio in seguito all'annullamento delle retrocessioni della Serie B. Nella stagione 2003-2004, pertanto, la squadra, costruita in realtà per vincere il campionato di Serie C2, si è trovata invece ad affrontare il campionato superiore.
I giallorossi sotto la guida di Piero Braglia, e con gli innesti di alcuni giocatori importanti del calibro di Giorgio Corona preso dal Brindisi e giunto secondo nella classifica dei marcatori del girone con 19 reti, poi Silvio Lafuenti e Mauro Briano, hanno disputato una stagione esaltante.
Partita in sordina e senza proclami, la squadra, sostenuta da un pubblico catanzarese ritornato in massa a riempire gli spalti del Nicola Ceravolo, scala la classifica conquistando i primi posti, e, con uno sprint decisivo nel finale, riesce a vincere la concorrenza delle altre pretendenti quali Crotone, Acireale e Viterbese, e si classifica prima con 67 punti nel girone B della Serie C1, riuscendo a centrare dunque il ritorno in Serie B dopo quattordici anni di attesa.
Per l'ultima giornata, che ha sancito la promozione, la gara Chieti-Catanzaro è stata spostata sul campo neutro di Ascoli Piceno per permettere l'afflusso di 14.000 tifosi giallorossi giunti nel capoluogo marchigiano da ogni parte d'Italia. La partita venne vinta per 2-1 grazie alla reti di Toledo e di Giorgio Corona, uno dei principali artefici della promozione con 19 reti realizzate. Nella Coppa Italia di Serie C il Catanzaro disputa il girone Q di qualificazione, che ha promosso il Crotone. Al termine della stagione il Catanzaro si gioca con l'Arezzo vincitore del girone A di Serie C1, la Supercoppa 2004 di Serie C1, nella doppia sfida, gli aretini si impongono in entrambe le gare, vincendo la quinta edizione del torneo.
In questa stagione, la società è stata indagata per la vicenda di calcio scommesse nell'estate 2004: inizialmente condannata con 5 punti di penalizzazione, è stata successivamente assolta in quanto ritenuta estranea ai fatti.

## Divise e sponsor
Lo sponsor tecnico, per la stagione 2003-2004, è Devis mentre lo sponsor ufficiale è Guglielmo Caffè.
| Casa | Trasferta | Terza divisa |

## Rosa
| N. |                   | Ruolo | Calciatore          |
| -- | ----------------- | ----- | ------------------- |
|    | Italia (bandiera) | C     | Mario Alfieri       |
|    | Italia (bandiera) | C     | Salvatore Ambrosino |
|    | Italia (bandiera) | C     | Michele Andrisani   |
|    | Italia (bandiera) | C     | Nicola Ascoli       |
|    | Italia (bandiera) | A     | Cristian Biancone   |
|    | Italia (bandiera) | C     | Mauro Briano        |
|    | Italia (bandiera) | A     | Massimo Campo       |
|    | Italia (bandiera) | D     | Giovanni Caterino   |
|    | Italia (bandiera) | D     | Marco Ciardiello    |
|    | Italia (bandiera) | A     | Giorgio Corona      |
|    | Italia (bandiera) | A     | Evangelista Cunzi   |
|    | Italia (bandiera) | C     | Domenico De Simone  |
|    | Italia (bandiera) | D     | Tommaso Dei         |
|    | Italia (bandiera) | C     | Fabrizio Ferrigno   |
|    | Italia (bandiera) | C     | Tommaso Folino      |

| N. |                    | Ruolo | Calciatore            |
| -- | ------------------ | ----- | --------------------- |
|    | Italia (bandiera)  | P     | Luca Gentili          |
|    | Italia (bandiera)  | P     | Silvio Lafuenti       |
|    | Italia (bandiera)  | A     | Pasquale Luiso        |
|    | Brasile (bandiera) | C     | Rodrigo Machado       |
|    | Italia (bandiera)  | D     | Emiliano Milone       |
|    | Italia (bandiera)  | C     | Vasco Morelli         |
|    | Italia (bandiera)  | A     | Antonio Morello       |
|    | Italia (bandiera)  | C     | Andrea Ottonello      |
|    | Italia (bandiera)  | D     | Ivano Pastore         |
|    | Italia (bandiera)  | A     | Francesco Piemontese  |
|    | Italia (bandiera)  | D     | Luca Pierotti         |
|    | Italia (bandiera)  | C     | Fabio Rovrena         |
|    | Brasile (bandiera) | C     | Robson Machado Toledo |
|    | Italia (bandiera)  | D     | Giuseppe Zappella     |
|    | Italia (bandiera)  | D     | Gianluca Zattarin     |

## Risultati

### Campionato

#### Girone di andata
| Arbitro: | Stefanini (Prato) |

|                |           |             |
| Corona 3’, 66’ | Marcatori | 60’ Giraldi |

| Arbitro: | Lops (Torino) |

|                                       |           |            |
| Maggiolini 8’ Conti 35’ Mezavilla 86’ | Marcatori | 16’ Corona |

| Arbitro: | M. Mazzoleni (Bergamo) |

|                        |           |                           |
| Zappella 9’ Corona 17’ | Marcatori | 12’ Poziello 48’ Vanacore |

| Arbitro: | Marelli (Como) |

|                     |           |                                       |
| R. Greco 90’ (rig.) | Marcatori | 17’ Ferrigno 36’, 90+3’ (rig.) Corona |

| Arbitro: | Giachero (Pinerolo) |

|                              |           |  |
| Martinetti 53’ Santoruvo 67’ | Marcatori |  |

| Arbitro: | Pierpaoli (Firenze) |

|             |           |  |
| Alfieri 55’ | Marcatori |  |

| Paternò 12 ottobre 2003 7ª giornata | Paternò               | 0 – 0 | Catanzaro | Stadio Falcone-Borsellino\| Arbitro: \| Ciancaleoni (Foligno) \| |
| Arbitro:                            | Ciancaleoni (Foligno) |       |           |                                                                  |

| Arbitro: | Velotto (Grosseto) |

|                             |           |                                     |
| Corona 20’, 86’ Alfieri 45’ | Marcatori | 79’ (rig.) Porchia 90+1’ Pagliarini |

| Arbitro: | Tonolini (Milano) |

|                             |           |  |
| Corona 2’ Ferrigno 21’, 69’ | Marcatori |  |

| Arbitro: | Marelli (Como) |

|  |           |                                 |
|  | Marcatori | 7’ Corona 90+2’ (rig.) Biancone |

| Arbitro: | Fiori (Perugia) |

|                               |           |             |
| Corona 8’ Biancone 88’ (rig.) | Marcatori | 14’ Vidallé |

| San Benedetto del Tronto 16 novembre 2003 12ª giornata | Sambenedettese     | 0 – 0 | Catanzaro | Stadio Riviera delle Palme\| Arbitro: \| Velotto (Grosseto) \| |
| Arbitro:                                               | Velotto (Grosseto) |       |           |                                                                |

| Catanzaro 23 novembre 2003 13ª giornata | Catanzaro         | 0 – 0 | Taranto | Stadio Nicola Ceravolo\| Arbitro: \| Stefanini (Prato) \| |
| Arbitro:                                | Stefanini (Prato) |       |         |                                                           |

| Acireale 7 dicembre 2003 14ª giornata | Acireale        | 0 – 0 | Catanzaro | Stadio Tupparello\| Arbitro: \| Banti (Livorno) \| |
| Arbitro:                              | Banti (Livorno) |       |           |                                                    |

| Arbitro: | Tonolini (Milano) |

|                                  |           |  |
| Toledo 45’ Biancone 90+3’ (rig.) | Marcatori |  |

| Arbitro: | Orsato (Schio) |

|                           |           |                                   |
| V. Taua 18’ Miglietta 68’ | Marcatori | 23’ (aut.) Scandroglio 31’ Toledo |

| Arbitro: | Pantana (Macerata) |

|            |           |  |
| Toledo 51’ | Marcatori |  |

#### Girone di ritorno
| Arbitro: | Mariuzzo (Venezia) |

|                   |           |  |
| Borneo 13’ (rig.) | Marcatori |  |

| Arbitro: | Marelli (Como) |

|            |           |  |
| Corona 85’ | Marcatori |  |

| Arbitro: | Liberti (Genova) |

|                    |           |                        |
| Voria 5’ Vanin 44’ | Marcatori | 1’ Biancone 52’ Corona |

| Arbitro: | Pantana (Macerata) |

|              |           |  |
| Corona 90+3’ | Marcatori |  |

| Arbitro: | Banti (Livorno) |

|             |           |          |
| Alfieri 42’ | Marcatori | 73’ Frau |

| Arbitro: | P.S. Mazzoleni (Bergamo) |

|                       |           |             |
| Campo 1’ Costanzo 80’ | Marcatori | 23’ Morello |

| Arbitro: | C. Rubino (Salerno) |

|                        |           |  |
| Morello 11’ Corona 19’ | Marcatori |  |

| Arbitro: | Pantana (Macerata) |

|               |           |             |
| Tarantino 88’ | Marcatori | 78’ Morello |

| Fermo 21 marzo 2004 26ª giornata | Fermana         | 0 – 0 | Catanzaro | Stadio Bruno Recchioni\| Arbitro: \| Banti (Livorno) \| |
| Arbitro:                         | Banti (Livorno) |       |           |                                                         |

| Arbitro: | Lops (Torino) |

|                                |           |                     |
| Ferrigno 26’ Corona 44’ (rig.) | Marcatori | 77’ (rig.) Giannone |

| Arbitro: | Ciampi (Roma) |

|  |           |                   |
|  | Marcatori | 62’ (rig.) Corona |

| Arbitro: | P.S. Mazzoleni (Bergamo) |

|                            |           |  |
| De Simone 72’ Ferrigno 73’ | Marcatori |  |

| Arbitro: | Stefanini (Prato) |

|  |           |               |
|  | Marcatori | 90+5’ Pastore |

| Arbitro: | Marelli (Como) |

|            |           |  |
| Corona 34’ | Marcatori |  |

| Arbitro: | Zanzi (Lugo di Romagna) |

|                            |           |  |
| Macrì 35’ Campolattano 76’ | Marcatori |  |

| Arbitro: | Tonolini (Milano) |

|                        |           |  |
| Ferrigno 8’ Ascoli 67’ | Marcatori |  |

| Arbitro: | Banti (Livorno) |

|              |           |                       |
| La Canna 27’ | Marcatori | 28’ Toledo 75’ Corona |

### Coppa Italia Serie C

#### Girone Q
| Catanzaro 17 agosto 2003 1ª giornata | Catanzaro         | 0 – 0 | Cavese | Stadio Nicola Ceravolo\| Arbitro: \| Herberg (Messina) \| |
| Arbitro:                             | Herberg (Messina) |       |        |                                                           |

| Arbitro: | Celi (Bari) |

|                                |           |                       |
| Porchia 39’ (rig.) Corallo 54’ | Marcatori | 90+2’ (rig.) Ferrigno |

| Arbitro: | Lioce (Molfetta) |

|              |           |                       |
| Ferrigno 26’ | Marcatori | 65’ (rig.) Passiatore |

| 27 agosto 2003 4ª giornata |  | – Turno di riposo Catanzaro |  |  |

| Arbitro: | Iannone (Napoli) |

|  |           |                                                                   |
|  | Marcatori | 2’ Piemontese 11’ Zappella 29’ Toledo 39’ Biancone 59’ R. Machado |

### Supercoppa di Lega di Serie C
| Arbitro: | Brunialti (Trento) |

|                              |           |  |
| Serafini 7’, 75’, 77’ (rig.) | Marcatori |  |

| Arbitro: | Damato (Barletta) |

|  |           |             |
|  | Marcatori | 40’ Pasqual |